# Vùng đất mua Louisiana
Vùng đất mua Louisiana hay Cấu địa Louisiana (tiếng Anh: Louisiana Purchase; tiếng Pháp: Vente de la Louisiane) là vùng đất mà Hoa Kỳ mua, rộng 828.000 dặm vuông Anh (2.140.000 km²) thuộc lãnh thổ của Pháp ở Bắc Mỹ có tên gọi là "Louisiana" vào năm 1803. Giá tiền mua là 60 triệu franc (11.250.000 đô la Mỹ) cộng việc hủy bỏ số nợ đáng giá 18 triệu franc (3.750.000 đô la Mỹ). Tính luôn tiền lời, Hoa Kỳ phải trả tổng cộng lên đến 23.213.568 cho lãnh thổ Louisiana.

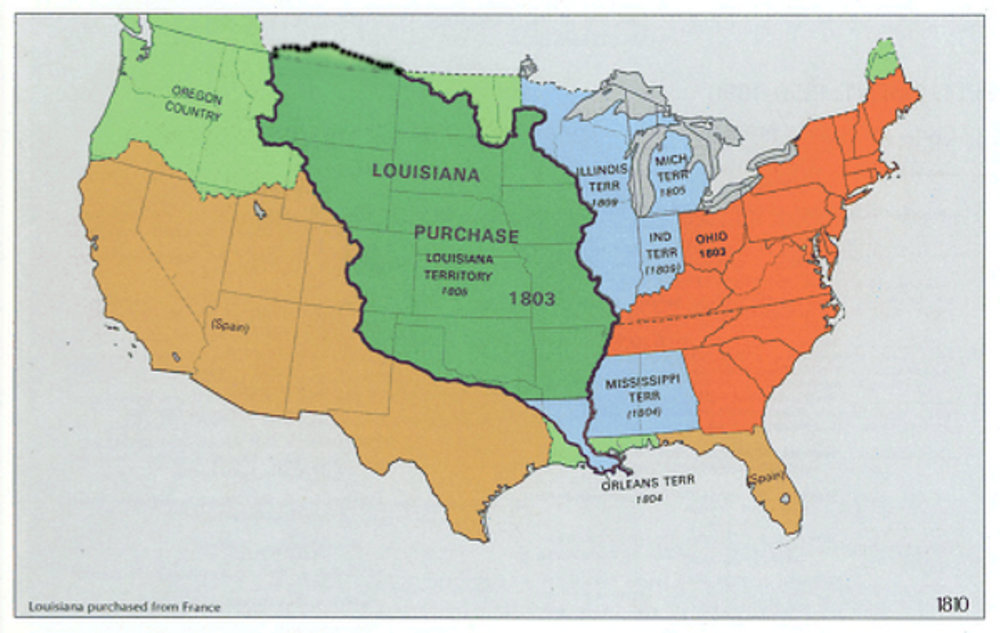
Vùng đất mua Louisiana nằm trong vạch đậm.

Vùng đất mua Louisiana bao gồm những phần đất của 15 tiểu bang hiện tại của Hoa Kỳ và hai tỉnh bang của Canada. Vùng đất mua này bao gồm tất cả các tiểu bang ngày nay là Arkansas, Missouri, Iowa, Oklahoma, Kansas, Nebraska, một phần của Minnesota nằm ở phía nam Sông Mississippi, phần lớn Bắc Dakota, gần toàn bộ Nam Dakota, đông bắc New Mexico, miền bắc Texas, một phần Montana, Wyoming, và vùng đất Colorado nằm bên phía đông Phân tuyến Lục địa, và Louisiana ở hai bên bờ Sông Mississippi bao gồm thành phố New Orleans (Vùng cán chảo Oklahoma, và phần đất tây nam Kansas và Louisiana lúc đó vẫn còn bị Tây Ban Nha tuyên bố chủ quyền). Ngoài ra, vùng đất mua này gồm có những phần đất nhỏ mà dần dần sau đó trở thành một phần đất của các tỉnh bang Alberta và Saskatchewan của Canada. Vùng đất mua này chiếm khoảng 23% lãnh thổ của Hoa Kỳ ngày nay.
Việc mua đất này là một khoảnh khắc quan trọng trong nhiệm kỳ tổng thống của Thomas Jefferson. Vào lúc đó, việc mua vùng đất này phải đối mặt với sự phản đối từ trong nước và bị coi là vi hiến. Mặc dù cảm nhận rằng Hiến pháp Hoa Kỳ không có điều khoản nào nói đến việc mua bán đất nhưng Jefferson đã quyết định mua Louisiana vì ông cảm thấy khó chịu trước sức mạnh của Pháp và Tây Ban Nha ngăn cản lối giao thương của người Mỹ đến Hải cảng New Orleans.
Ngay sau khi kết thúc thỏa thuận Napoleon Bonaparte đã phát biểu rằng "Sự thỏa thuận về lãnh thổ này sẽ mãi mãi khẳng định sức mạnh của Hoa Kỳ, và tôi đã cho Anh Quốc một đối thủ cạnh tranh về biển mà sớm muộn gì cũng sẽ làm cho họ (Anh Quốc) bớt tính kiêu ngạo của họ."

## Bối cảnh
Thành phố New Orleans kiểm soát Sông Mississippi ngay tại vị trí của nó; các nơi khác đã được dùng làm cảng thử nghiệm nhưng không thành công. New Orleans đã là một cảng quan trọng để chuyên chở nông sản đến và đi từ khắp các phần đất Hoa Kỳ nằm ở phía tây Dãy núi Appalachian. Qua Hiệp ước Pinckney ký với Tây Ban Nha vào ngày 27 tháng 10 năm 1795, các nhà buôn người Mỹ có "quyền tồn trữ" tại New Orleans. Điều này có nghĩa là họ có thể dùng cảng này để chứa hàng hóa xuất khẩu. Người Mỹ cũng dùng quyền này để chuyên chở các sản phẩm như bột mì, thuốc lá, thịt heo, thịt bacon, mỡ heo, lông chim, rượu táo, bơ, và phó mát. Hiệp ước cũng công nhận quyền của người Mỹ đi lại trên toàn dòng Sông Mississippi mà vào lúc đó đã trở nên càng quan trọng trong việc giao thương đang phát triển của các lãnh thổ phía tây của Hoa Kỳ. Năm 1798 Tây Ban Nha bãi bỏ hiệp ước này khiến người Mỹ rất bất bình. Năm 1801, Thống đốc Tây Ban Nha Don Juan Manuel De Salcedo lên làm Thống đốc Hầu tước Casa Calvo, và quyền tổn trữ hàng hóa của Hoa Kỳ được tái phục hồi hoàn toàn. Napoleon Bonaparte đã mang Louisiana trở về sự kiểm soát của người Pháp từ tay người Tây Ban Nha năm 1800 dưới Hiệp ước San Ildefonso (Louisiana đã là thuộc địa của Tây Ban Nha từ năm 1762). Tuy nhiên, hiệp ước được giữ bí mật và Louisiana vẫn nằm dưới quyền kiểm soát của Tây Ban Nha cho đến khi chuyển giao quyền lực về tay Pháp. Việc chuyển giao sau cùng xảy ra vào ngày 30 tháng 11 năm 1803, chỉ ba tuần trước khi nhượng lại cho Hoa Kỳ.
James Monroe và Robert R. Livingston đến Paris để thượng lượng việc mua bán vào năm 1804. Mối quan tâm và chú ý của họ chỉ duy nhất là bến cảng và những vùng đất xung quanh đó. Họ đã không dự đoán đến việc chuyển giao một vùng lãnh thổ rộng đến như thế xảy ra sau đó.

## Các cuộc thương lượng

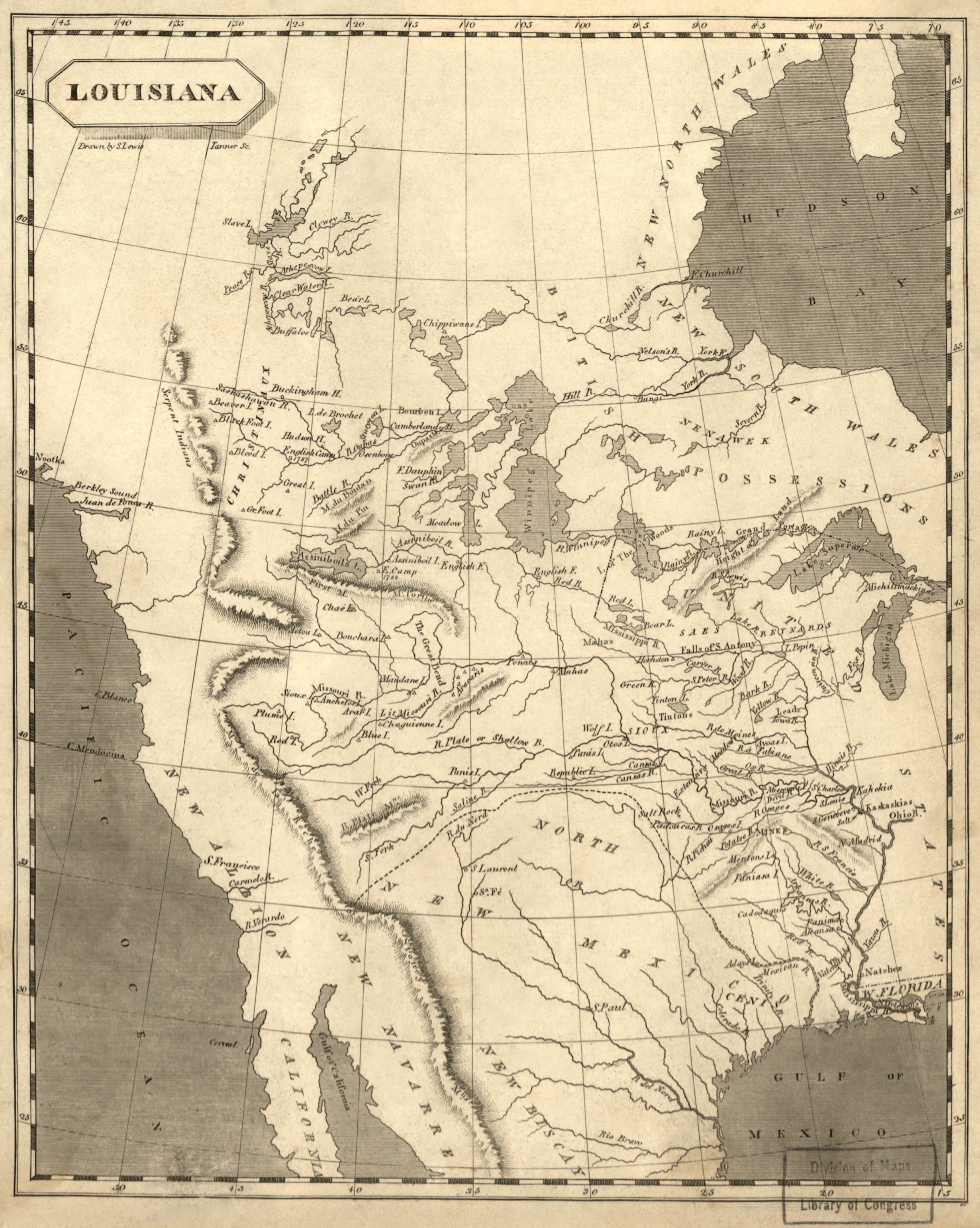
Viễn cảnh về "Louisiana" của một nhà vẽ bản đồ đương thời. Vùng đất này có rìa phía Tây chạm Dãy núi Rocky.

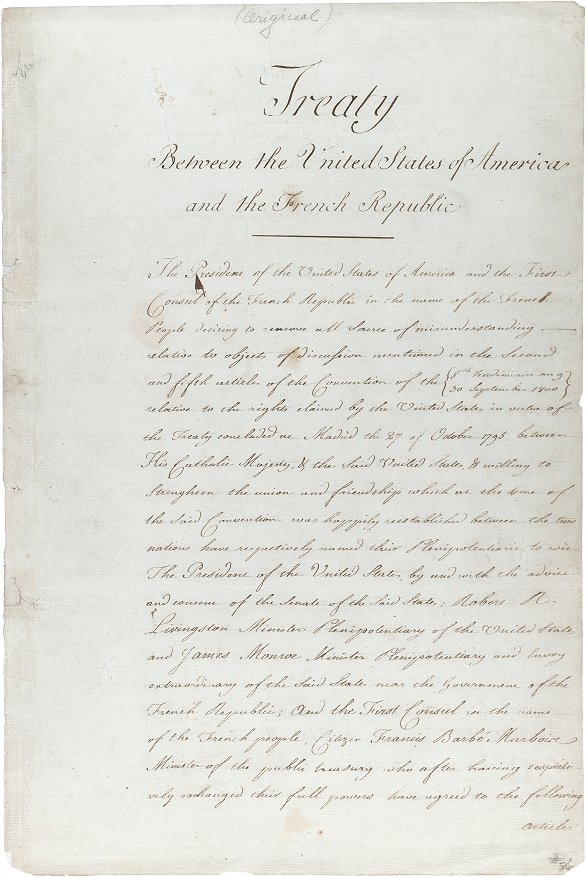
Hiệp ước gốc của Vùng đất mua Louisiana.

Tổng thống Jefferson đã đặt nền móng cho việc mua bán này bằng việc phái Livingston đến Paris năm 1801 sau khi khám phá ra việc chuyển giao Louisiana từ Tây Ban Nha sang cho Pháp. Sứ mệnh của Livingston là phải theo đuổi việc mua lại thành phố New Orleans nhưng ông đã bị người Pháp cự tuyệt.
Năm 1802, Pierre Samuel du Pont de Nemours được tuyển mộ để giúp việc thương lượng. Du Pont vào lúc đó đang sống tại Hoa Kỳ và có quan hệ gần gũi với Jefferson cũng như các thế lực chính trị tại Pháp. Ông đã tiến hành ngoại giao bí mật với Napoleon trên danh nghĩa của Jefferson trong chuyến viếng thăm cá nhân của ông đến Pháp. Ông đã khởi sự cái ý tưởng mua vùng đất Louisiana rộng lớn hơn nhiều như một cách để giảm bớt sự xung đột tiềm ẩn giữa Hoa Kỳ và Napoleon tại Bắc Mỹ.
Jefferson không thích ý tưởng mua Louisiana từ tay Pháp vì như vậy giống như có ý công nhận Pháp có quyền hạn tại Louisiana. Là một người bảo thủ, Jefferson cũng tin rằng một Tổng thống Hoa Kỳ không có quyền tiến hành một cuộc thương lượng mua bán như thế vì điều đó không có ghi trong hiến pháp và ngoài ra nếu làm vậy sẽ làm giảm bớt quyền của tiểu bang bằng cách gia tăng quyền lực của hành pháp liên bang. Mặc khác, ông nhận thức về mối đe dọa tiềm ẩn từ một quốc gia kề cận như Pháp đối với quốc gia non trẻ, và chuẩn bị tiến hành chiến tranh để ngăn cản sự hiện diện của nước Pháp hùng cường trong vùng. Trong lúc đó, Bộ trưởng Ngoại giao của Napoleon Charles Maurice de Talleyrand chống đối quyết liệt việc bán vùng đất Louisiana vì như vậy đồng nghĩa với việc kết thúc các chương trình bí mật của Pháp cho một đế quốc Bắc Mỹ.
Trong suốt thời kỳ này, Tổng thống Jefferson luôn nhận được tin tình báo cập nhật về những ý định và hoạt động quân sự của Pháp tại Bắc Mỹ. Một phần chiến lược biến hóa của ông là cho du Pont biết những thông tin mật mà Livingston cũng không được biết đến. Ông cũng cố tình cho những chỉ thị trái ngược nhau đến hai người. Bước kế tiếp ông phái Monroe đến Paris năm 1803. Monroe trước đây từng bị Pháp trục xuất trong sứ mệnh ngoại giao cuối cùng, và việc chọn lựa phái ông đi Paris lần nữa có ý nghĩa truyền đạt cho người Pháp thấy sự nghiêm chỉnh của cuộc thương lượng.
Napoléon đang đối mặt trước sự bại trận của quân đội ông tại Saint-Domingue (ngày nay là Cộng hòa Haiti) nơi một lực lượng viễn chinh dưới quyền của em rể ông là tướng Charles Leclerc đang cố tìm cách tái lập trật tự sau một cuộc nỗi loạn của người nô lệ. Cuộc nổi loạn này đang đe dọa thuộc địa sinh lợi nhiều nhất của nước Pháp.
Các cuộc xung đột chính trị tại Guadeloupe và tại Saint-Domingue phát triển song song với việc phục hồi chế độ nô lệ vào ngày 20 tháng 5 năm 1802, sự đào vong của các sĩ quan lãnh đạo của Pháp như tướng da đen Jean-Jacques Dessalines và sĩ quan da trắng lai da đen Alexandre Pétion vào tháng 10 năm 1802 cùng với khung cảnh của một cuộc chiến tranh du kích đang diễn ra. Người Pháp thành công trục xuất Toussaint L'Ouverture về Pháp tháng 6 năm 1802, nhưng bệnh sốt huyết vàng đã hủy hoại quân đội châu Âu và giết chết Leclerc vào tháng 11.
Thiếu lực lượng quân sự tại Bắc Mỹ, Napoleon cần hòa hoãn với Vương quốc Anh để thực thi Hiệp ước San Ildefonso và thâu tóm Louisiana. Ngược lại, Louisiana sẽ là một miếng mồi dễ nuốt cho người Anh hoặc thậm chí người Mỹ. Vương quốc Anh đã không giữ lời hứa của họ rời bỏ Malta vào tháng 9 năm 1802 như đã quy định trong Hiệp ước Amiens. Đầu năm 1803, chiến tranh giữa Pháp và Anh dường như càng ngày càng không thể tránh khỏi. Ngày 11 tháng 3 năm 1803, Napoleon quyết định xây dựng một hải đoàn gồm nhiều xà lan để xâm chiếm Anh Quốc.
Các tình thế như vậy đã khiến Bonaparte từ bỏ các kế hoạch xây dựng đế quốc Tân Thế giới của Pháp. Napoleon chỉ thị cho bộ trưởng ngân khố của ông là François de Barbé-Marbois vào ngày 10 tháng 4 năm 1803 rằng ông đang xem xét việc từ bỏ Lãnh thổ Louisiana lại cho Hoa Kỳ. Ngày 11 tháng 4 năm 1803, chỉ vài ngày trước khi Monroe đến, Hầu tước de Barbé-Marbois nói với Livingston rằng Pháp muốn bán cả Lãnh thổ Louisiana thay vì chỉ có Thành phố New Orleans. Tổng thống Jefferson đã chỉ thị Livingston mua chỉ mỗi Thành phố New Orleans. Tuy nhiên, ông tin chắc rằng Hoa Kỳ sẽ chấp nhận một cuộc giao dịch lớn như vậy.
Các nhà thương lượng Mỹ đã chuẩn bị chi 10 triệu đô la cho Thành phố New Orleans nhưng phải điếng người khi toàn bộ vùng Louisiana được ra giá là 15 triệu đô la. Hiệp ước được ghi là ngày 30 tháng 4 năm 1803 và được ký vào ngày 2 tháng 5. Ngày 14 tháng 7 năm 1803, hiệp ước đến Thủ đô Washington D.C. Lãnh thổ Louisiana rất rộng lớn, trải dài từ Vịnh Mexico ở miền nam đến Rupert's Land ở miền bắc, và từ Sông Mississippi ở miền đông đến Dãy núi Rocky ở miền tây. Việc mua lãnh thổ này đã làm tăng gấp đôi lãnh thổ của Hoa Kỳ với cái giá vào lúc đó là dưới 3 xu một mẫu Anh.
Hầu như tất cả vùng đất này đều có người bản thổ Mỹ sinh sống và từng phần đất lại được mua lại lần thứ hai từ tay người bản thổ Mỹ. Giá tiền thật sự được trả cho Vùng đất mua Louisiana vì thế cao hơn giá tiền đã trả cho Pháp. Tuy nhiên giữa người mua và người bán lại không có tham khảo ý kiến của bất cứ bộ lạc người bản thổ nào vì thế đa số người bản thổ Mỹ không hề biết là có chuyện mua bán vùng đất họ vẫn đang sinh sống.

## Phản đối trong nước
Việc Hoa Kỳ mua lãnh thổ Louisiana không được suôn sẻ vì có sự phản đối từ trong nước. Triết lý sống kiên định theo luật pháp của Tổng thống Jefferson bị nghi ngờ vì đã diễn giải một cách sai lệch Hiến pháp Hoa Kỳ. Nhiều người tin rằng ông là kẻ đạo đức giả và cố tình làm những việc mà ông sẽ có thể tranh cãi được để chống Alexander Hamilton. Những người theo chủ nghĩa liên bang chống đối kịch liệt việc mua bán này vì muốn có quan hệ tốt đẹp với Anh Quốc hơn là Napoleon. Họ tin rằng việc mua bán này là vi hiến và quan tâm rằng Hoa Kỳ đã trả một số tiền lớn để tuyên chiến với Tây Ban Nha. Những người theo chủ nghĩa liên bang cũng sợ rằng thế lực chính trị của các tiểu bang vùng bờ biển Đại Tây Dương sẽ bị đe dọa bởi các tân công dân ở phía tây dẫn đến một cuộc xung đột giữa các nông gia miền tây và các thương gia, nhà băng của vùng Tân Anh Cát Lợi. Cũng có một mối quan tâm khác rằng các tiểu bang mới chấp nhận chế độ nô lệ sẽ được gia tăng và phát triển từ lãnh thổ mới mua này sẽ càng gia tăng sự chia rẽ giữa miền bắc và miền nam. Một nhóm người theo chủ nghĩa liên bang dưới sự lãnh đạo của Thượng nghị sĩ của Massachusetts là Timothy Pickering đi xa hơn với kế hoạch thành lập một liên hiệp các tiểu bang miền bắc riêng biệt và hứa hẹn với Phó Tổng thống Aaron Burr chức tổng thống của tân quốc gia nếu như Burr có thể thiết phục New York gia nhập vào liên hiệp. Mối quan hệ của Burr với Alexander Hamilton, người giúp kết thúc phong trào ly khai mới phôi thai ở miền bắc, trở nên tồi tệ trong thời kỳ này. Mối thù nghịch giữa hai người đã dẫn đến cái chết của Hamilton trong một cuộc đấu súng giữa hai người vào năm 1804.

## Ký kết hiệp định

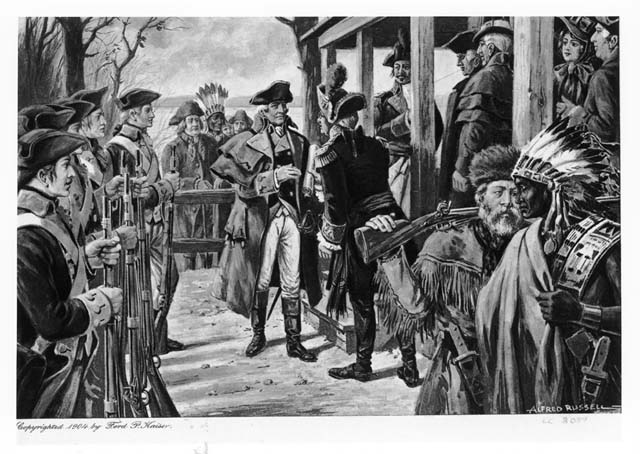
Tại hội chợ triển lãm một trăm năm Vùng đất mua Louisiana, một họa sĩ đã tưởng tượng cuộc ký kết hiệp ước như được thấy trong hình.

Ngày 30 tháng 4 năm 1803, Hiệp ước về Vùng đất mua Louisiana được ký kết bởi Robert Livingston, James Monroe, và Barbé Marbois tại Paris. Jefferson thông báo hiệp ước này với nhân dân Mỹ vào ngày 4 tháng 7. Sau khi ký kết thỏa thuận về việc mua bán này vào năm 1803, Livingston đã phát biểu một câu nói nổi tiếng "Chúng ta đã sống lâu rồi nhưng đây là một công việc cao quý nhất cả đời người của chúng ta...Hoa Kỳ ngày nay đứng hạng trong số các cường quốc đầu tiên của thế giới".
Thượng viện Hoa Kỳ thông qua hiệp ước này trong một cuộc biểu quyết với kết quả 24-07 vào ngày 20 tháng 10. Ngày hôm sau, thượng viện cho phép Tổng thống Jefferson nắm quyền sở hữu lãnh thổ và thiết lập chính quyền quân sự lâm thời. Theo luật được ban hành ngày 31 tháng 10, Quốc hội lập ra các điều khoản tạm thời cho chính quyền dân sự địa phương tiếp tục như còn thời dưới quyền của Pháp và Tây Ban Nha và cho phép Tổng thống dùng các lực lượng quân sự để duy trì trật tự. Các kế hoạch đã được đưa ra cho một sứ mệnh thám hiểm và vẽ bản đồ lãnh thổ này. Sứ mệnh sau đó được biết như là Cuộc thám hiểm của Lewis và Clark.
Pháp trao New Orleans vào ngày 20 tháng 12 năm 1803 tại The Cabildo. Ngày 10 tháng 3 năm 1804, một buổi lễ chính thức được tiến hành tại St. Louis để chuyển sở hữu lãnh thổ từ Pháp sang cho Hoa Kỳ.
Có hiệu lực vào ngày 1 tháng 10 năm 1804, lãnh thổ mua được này được tổ chức thành Lãnh thổ Orleans (phần lớn trở thành tiểu bang Louisiana) và Địa khu Louisiana tạm thời nằm dưới quyền của thống đốc và các thẩm phán của Lãnh thổ Indiana.

## Ranh giới
Các con sông nhánh của Sông Mississippi được giữ làm các ranh giới. Theo ước tính từng tồn tại thì tầm rộng và bộ phận của vùng đất mới mua này ban đầu được dựa theo những chuyến thám hiểm của Robert LaSalle.
Nếu lãnh thổ này bao gồm tất cả các con sông nhánh của sông Mississippi bên bờ phía Tây thì giới hạn phía Bắc của vùng đất mới mua kéo dài vào trong phần đất đang sở hữu nhưng chưa được định rõ của người Anh - đó là vùng Rupert's Land của Bắc Mỹ thuộc Anh, hiện nay là một phần đất của Canada. Vùng đất mới mua này ban đầu trải dài tới vĩ tuyến 50 độ. Tuy nhiên, phần đất phía bắc vĩ tuyến 49 độ Bắc như Lưu vực Sông Red, Sông Milk (Montana-Alberta), và lưu vực Sông Poplar bị nhượng lại cho Vương quốc Anh theo Hiệp ước 1818.
Ranh giới phía đông của vùng đất mới mua Louisiana là sông Mississippi từ thượng nguồn của nó đến vĩ tuyến 31 mặc dù thượng nguồn của Sông Mississippi lúc đó chưa được biết đến. Ranh giới phía đông dưới vĩ tuyến 31 độ thì không rõ ràng. Hoa Kỳ tuyên bố chủ quyền vùng đất xa đến Sông Perdido, và Tây Ban Nha tuyên bố chủ quyền ranh giới của Thuộc địa Florida nằm trên Sông Mississippi. Đầu năm 1804, Quốc hội Hoa Kỳ thông qua Đạo luật Mobile nhìn nhận Tây Florida là một phần của Hoa Kỳ. Hiệp ước Adams-Onís năm 1819 giải quyết được vấn đề này. Ngày nay, vĩ tuyến 31 độ là ranh giới phía bắc của nữa phần phía tây của vùng Cán chảo Florida và Sông Perdido là ranh giới giữa Florida và Alabama.
Vùng đất mới mua này trải rộng về phía tây đến Dãy núi Rocky, đặc biệt là Phân tuyến Lục địa nhưng một phần duy nhất ở phía nam vẫn thuộc Tân Tây Ban Nha.
Ranh giới miền Nam của Vùng đất mua Louisiana (đối diện với Tân Tây Ban Nha) ban đầu không rõ ràng vào thời gian mua bán. Hiệp ước Trung lập năm 1806 tạo ra Tiểu quốc Tự do Sabine trong thời gian lâm thời và Hiệp ước Adams-Onís năm 1819 bắt đầu tiến hành phân ranh giới chính thức.

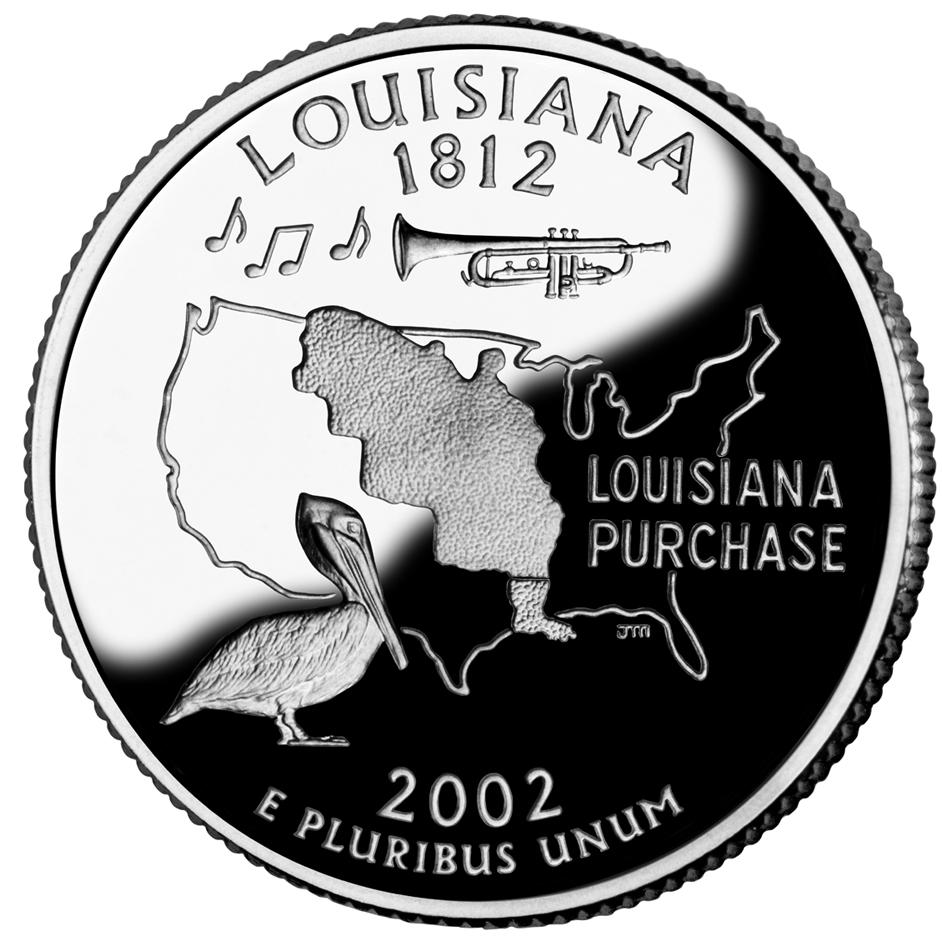
Louisiana và tiểu bang Louisiana được trình bày trên Đồng tiền 25 xu Louisiana.
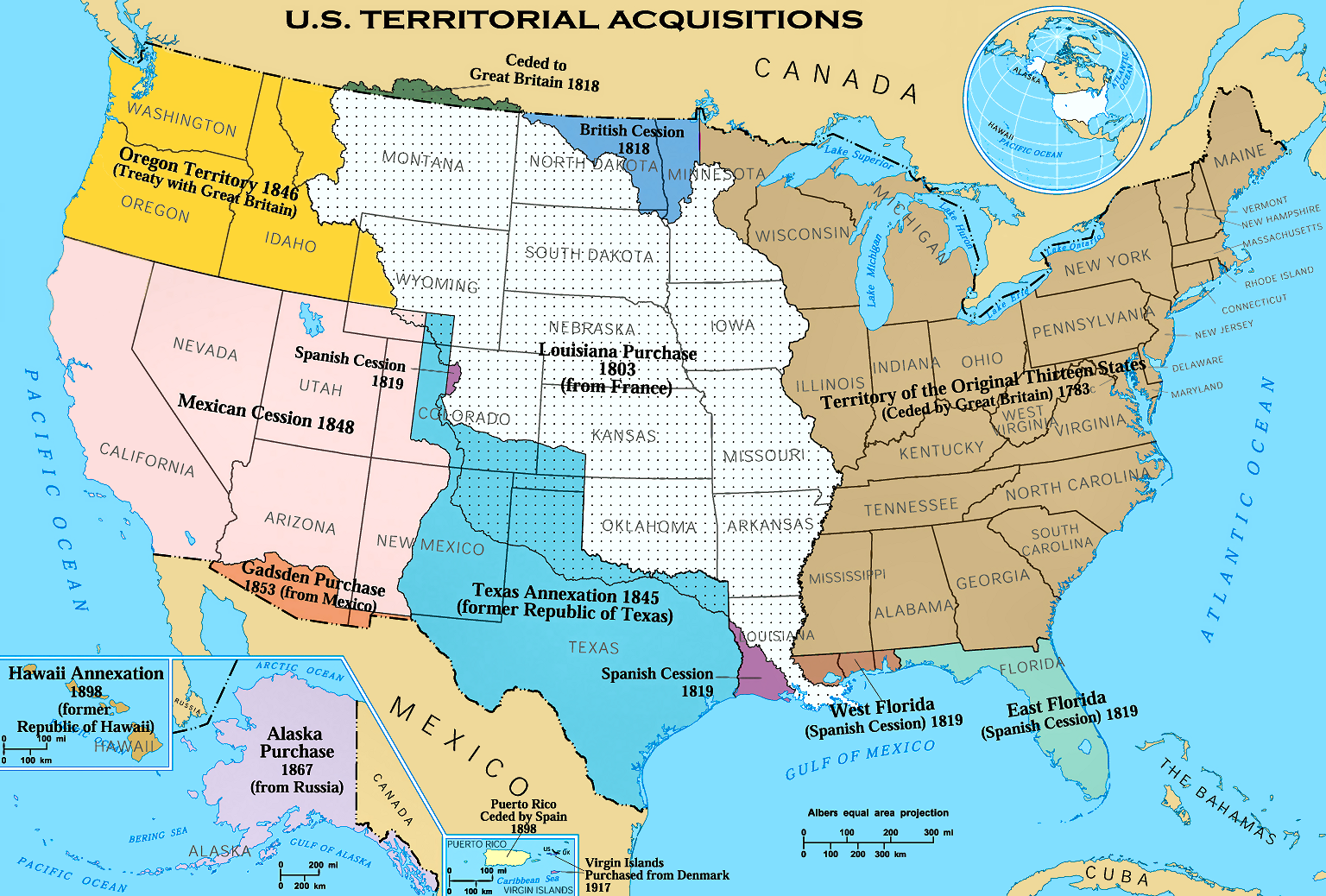
Vùng đất mua là một trong số những vùng đất được thêm vào lãnh thổ Hoa Kỳ.

## Tài chính
Chính phủ Hoa Kỳ dùng số lượng vàng có giá trị 3 triệu đô la Mỹ để đặt cọc và các trái phiếu cho phần tiền còn lại phải trả cho Pháp. Vì chiến tranh sắp xảy ra với Anh Quốc, các ngân hàng của Pháp không mua bán trái phiếu của Mỹ. Các nhà ngoại giao Livingston và Monroe vì vậy đã giới thiệu các hãng Baring and Company của London và Hope and Company của Amsterdam mà Pháp đồng ý để làm giao dịch. Vì các công ty này nổi tiếng như là hai nhà tài chính vững vàng nhất tại châu Âu và vì Napoleon muốn nhận tiền của ông ta nhanh càng sớm càng tốt nên bộ trưởng ngân khố Pháp Barbé-Marbois đã xếp đặt cùng với hai công ty này để đổi trái phiếu mà Pháp nhận thành tiền mặt. Sau khi trái phiếu của Mỹ được giao, chính phủ Pháp liền bán lại cho Baring và Hope ở một giá rẻ hơn. Một phần của giá bán 80 triệu Franc (khoảng 15 triệu đô la Mỹ) được dùng để trừ nợ mà Pháp thiếu Hoa Kỳ. Cuối cùng Pháp nhận 8.831.250 tiền mặt cho thỏa thuận mua bán.
Tài liệu gốc việc mua bán vùng đất Louisiana được trưng bày tại đại sảnh chính của các văn phòng London của công ty Baring cho đến khi nó phá sản vào năm 1995.